# Арлінгтон (Південна Дакота)
Арлінгтон (англ. Arlington) — місто (англ. city) в США, в округах Кінґсбері і Брукінґс штату Південна Дакота. Населення — 915 осіб (2020).

## Географія
Арлінгтон розташований за координатами 44°21′49″ пн. ш. 97°8′4″ зх. д. / 44.36361° пн. ш. 97.13444° зх. д. (44.363544, -97.134364).  За даними Бюро перепису населення США в 2010 році місто мало площу 4,29 км², уся площа — суходіл.

## Демографія
Згідно з переписом 2010 року, у місті мешкало 915 осіб у 420 домогосподарствах у складі 243 родин. Густота населення становила 213 осіб/км².  Було 489 помешкань (114/км²).
Расовий склад населення:
| - 97,4 % — білих - 1,1 % — корінних американців - 0,7 % — чорних або афроамериканців - 0,1 % — азіатів |

До двох чи більше рас належало 0,7 %. Частка іспаномовних становила 2,5 % від усіх жителів.
За віковим діапазоном населення розподілялося таким чином: 21,0 % — особи молодші 18 років, 55,5 % — особи у віці 18—64 років, 23,5 % — особи у віці 65 років та старші. Медіана віку мешканця становила 46,0 року. На 100 осіб жіночої статі у місті припадало 101,5 чоловіків;  на 100 жінок у віці від 18 років та старших — 96,5 чоловіків також старших 18 років.
Середній дохід на одне домашнє господарство  становив 58 566 доларів США (медіана — 47 679), а середній дохід на одну сім'ю — 66 060 доларів (медіана — 60 938). Медіана доходів становила 41 691 долар для чоловіків та 35 417 доларів для жінок. За межею бідності перебувало 11,4 % осіб, у тому числі 5,1 % дітей у віці до 18 років та 23,4 % осіб у віці 65 років та старших.
Цивільне працевлаштоване населення становило 488 осіб. Основні галузі зайнятості: виробництво — 31,8 %, освіта, охорона здоров'я та соціальна допомога — 27,3 %, будівництво — 6,8 %, оптова торгівля — 5,9 %.